# Горавский, Аполлинарий Гиляриевич
Аполлина́рий Гиляри́евич Гора́вский (1833―1900) ― белорусский и  русский живописец, представитель романтического академизма, пейзажист и портретист; ученик Фёдора Бруни и Максима Воробьёва, последователь дюссельдорфской школы. Академик Императорской Академии художеств (с 1861).

## Биография
Родился 23 января (4 февраля) 1833 года в обедневшей шляхетской семье потомственных дворян Минской губернии Горавских. Род пользовался гербом «Кораб» (с XVII века), вёл свою родословную от шляхтича Гракало-Горавского. В XIX веке часть фамилии Гракало вышла из употребления. Горавские владели около 200 га земли, которая досталась отцу художника Гилярию Францевичу от деда и отца. В семье было три дочери и сыновья Ипполит (1828 ― после 1864), Аполлинарий (1833―1900), Карл (1838 ― после 1869), Гектор (1843―1893), Гилярий (1847 ― после 1875). Карл и Гектор были профессиональными военными, Ипполит, Аполлинарий и Гилярий ― художниками.
Ещё в детстве показывал способности к рисованию. Первоначально, воспитывался в Брест-Литовском кадетском корпусе. Служивший в кадетском корпусе, полковник Михаил Леонтьевич Бенуа, заметил его художественные способности и познакомил со своим братом, архитектором Николаем Бенуа, который и содействовал впоследствии поступлению Горавского в Петербургскую академию художеств, где с 1850 по 1854 год он, в качестве вольноприходящего, учился у М. Н. Воробьёва и Ф. А. Бруни. В 1852 году получил малую серебряную медаль за пейзаж, большую серебряную — за картину «Болото» (приобретена цесаревичем, будущим императором Александром II). В 1853 году была отмечена малой золотой медалью его картина «Вид Ручейского озера близ города Торопца» (куплена коллекционером В. А. Кокоревым).
В 1854 году он окончил Академию со званием классного художника и большой золотой медалью за пейзаж «Вид в имении графа Кушелева-Безбородко Краснополица в Псковской губернии». Осенью 1855 года приехал в Белоруссию, в Свислочь и в том же году женился на дочери полковника Михаила Бенуа, Александре.
В 1856 году состоялось его знакомство с П. М. Третьяковым, которое переросло в дружбу.
В 1858—1860 годах как пансионер академии стажировался в Европе у известных мастеров: у А. Калама в Женеве и А. Ахенбаха в Дюссельдорфе. По возвращении в Петербург получил в 1861 году звание академика живописи за картину «Молящаяся старушка». С 1860 года часто бывал в белорусском поместье Бродец, у сестры, где писал пейзажи; бывал в родных Уборках.
В 1865—1885 гг. преподавал в Петербургской рисовальной школе при Обществе поощрения художеств.
В 1869 году на средства Академии художеств путешествовал по Южной России — «для довершения своего образования и производства картин из народного быта». Горавский писал в Академию из Бобруйского уезда:
«Путешествуя с ранней весны, я занимался съемкой этюдов с натуры из русской природы и изучением коров, телят, овец и типичных фигур, чтобы соединить пейзажный род с фигурами и животными. И в июле месяце, писавши с натуры весьма характерное известное „Пинские болота“, от сырой почвы, зелени и тамошнего воздуха незаметным образом получил лихорадку и ревматизм в правой ноге. Так что принужден был оставить начатую работу и, вылечившись, опять занялся новыми материалами, поэтому и отстал от задуманного мною дела, которое при здоровье постараюсь всеми силами вознаградить. И тогда буду иметь честь и удовольствие представить Вашему превосходительству и совету Академии художеств труды свои на благоусмотрение, а в настоящее время буду заниматься до тех пор, пока холод не прогонит меня».
В 1874 году он вступил в Общество выставок художественных произведений, созданное под покровительством Академии художеств. Через год потерял восемнадцатилетнюю дочь, внука и отца.
В 1876 году познакомился с А. К. Трапезниковым.
В 1880 году купил под Псковом имение Кирилловичи, где проводил летние месяцы.
В 1885—1886 годах совершил поездку по Сибири, посетил Иркутск. До конца дней сохранял творческую активность.
Скоропостижно скончался в петербургской Мариинской больнице 28 марта (10 апреля) 1900 года. Был похоронен, после отпевания в базилике святой Екатерины, на Выборгском католическом кладбище; могила утрачена.

## Творчество

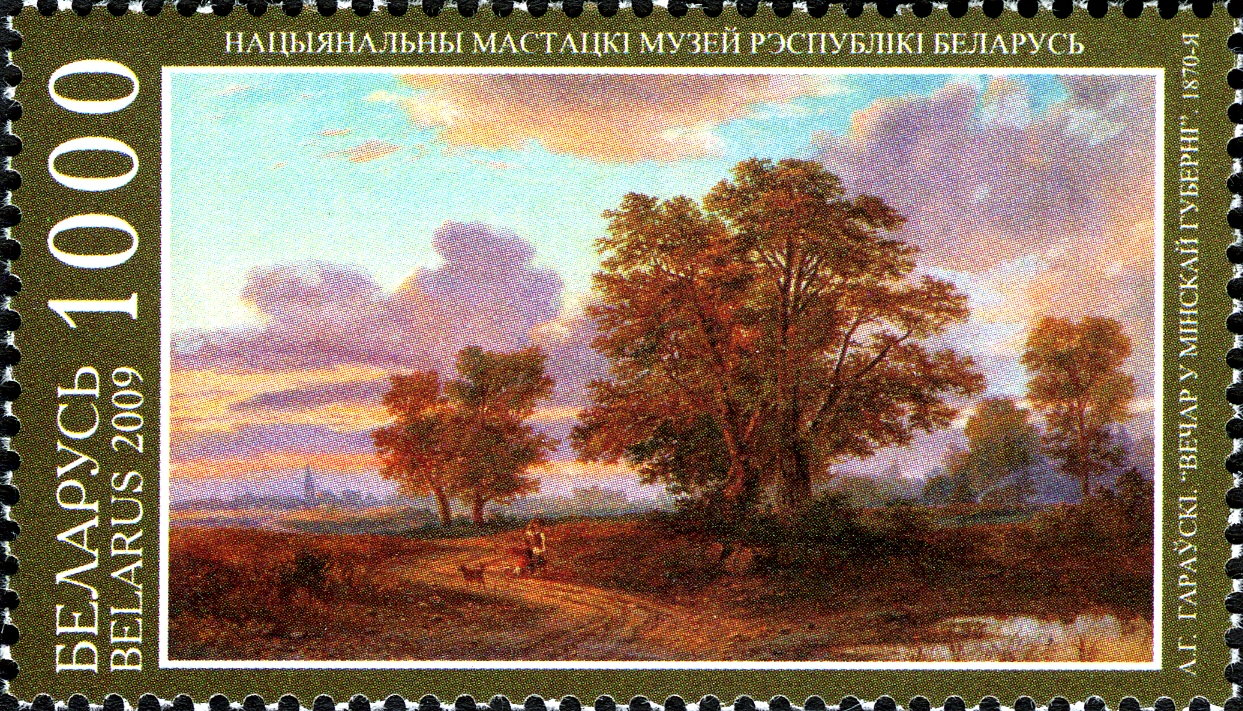
Марка Беларуси, 2009

Вдова А. Горавского, Александра, осталась без средств для жизни с дочерьми, Марией и Юлией, и поэтому начала продавать работы художника в 1900-х годах, сразу по его смерти.
Ещё будучи слушателем Академии, на каникулах в родном селе написал пейзажную картину «Болото», вызвавшую в 1852 году похвалу академического совета и даже приобретённую царской семьёй.
За дипломную работу ― пейзаж «Вид в Псковской губернии» ему была присуждена золотая медаль первого достоинства и звание классного художника.
Писал пейзажи и портреты. Из пейзажей примечательны: «Вид дубовой рощи на берегу реки Свислочь близ Бобруйска», «Итальянский пейзаж с горным озером», «На родине», «Вечер в Минской губернии», «Вид в окрестностях Сан-Ремо», «Река Свислочь». Из портретов ― К. Солдатенкова, М. Глинки, Н. Бенуа, Ф. Бруни, Александра II и др.
Интересовался он и народными типами: «Старушка молится», «Крестьянин».
Некоторые его картины для своей галереи приобрёл П. М. Третьяков.
Картина «Замок» хранится в Корпоративной коллекции Белгазпромбанка в Минске. Более 40 картин А. Горавского находятся также в Национальном художественном музее Беларуси.

## Галерея

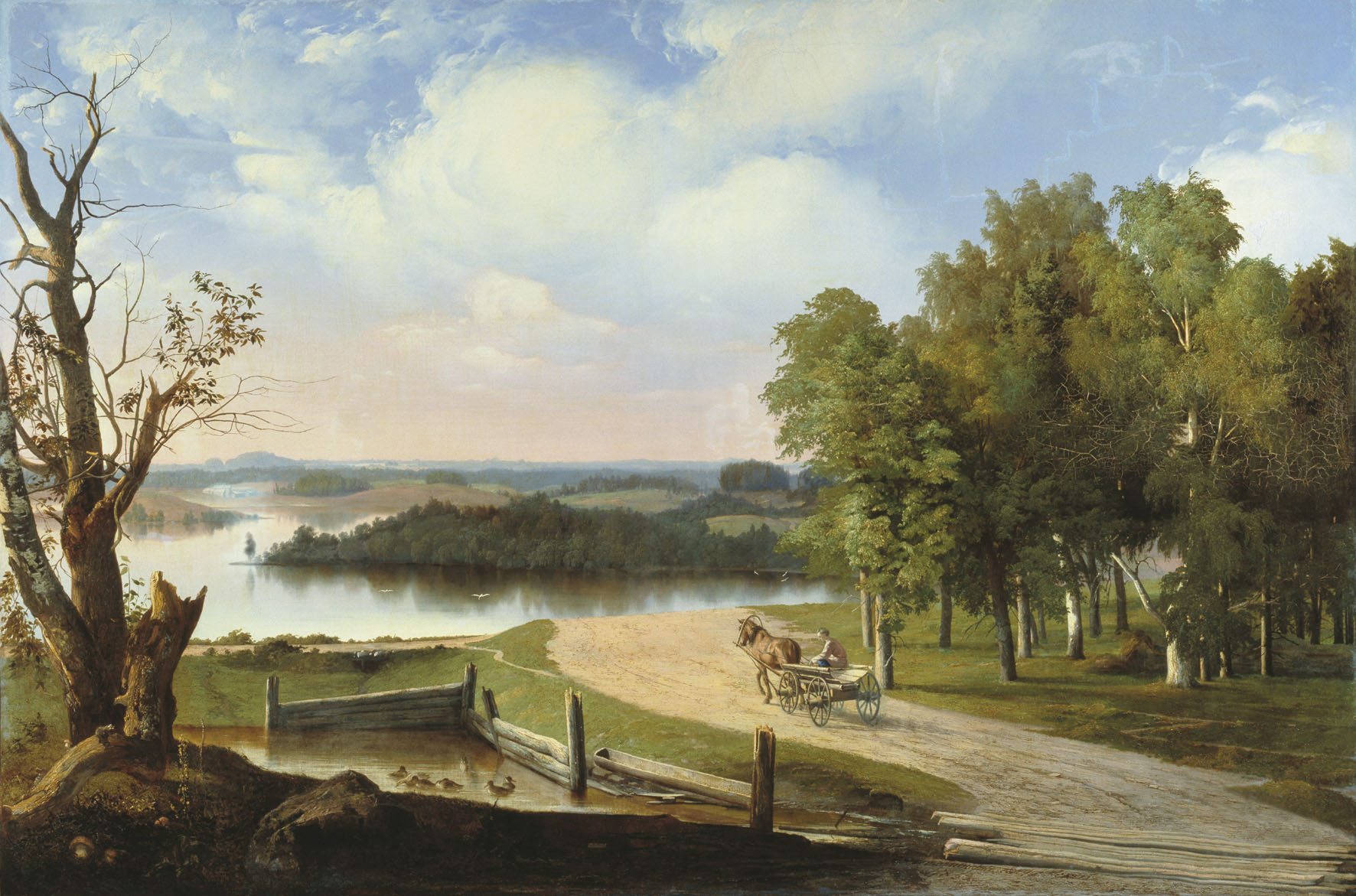
Пейзаж с рекой и дорогой, 1853, Национальный художественный музей Республики Беларусь
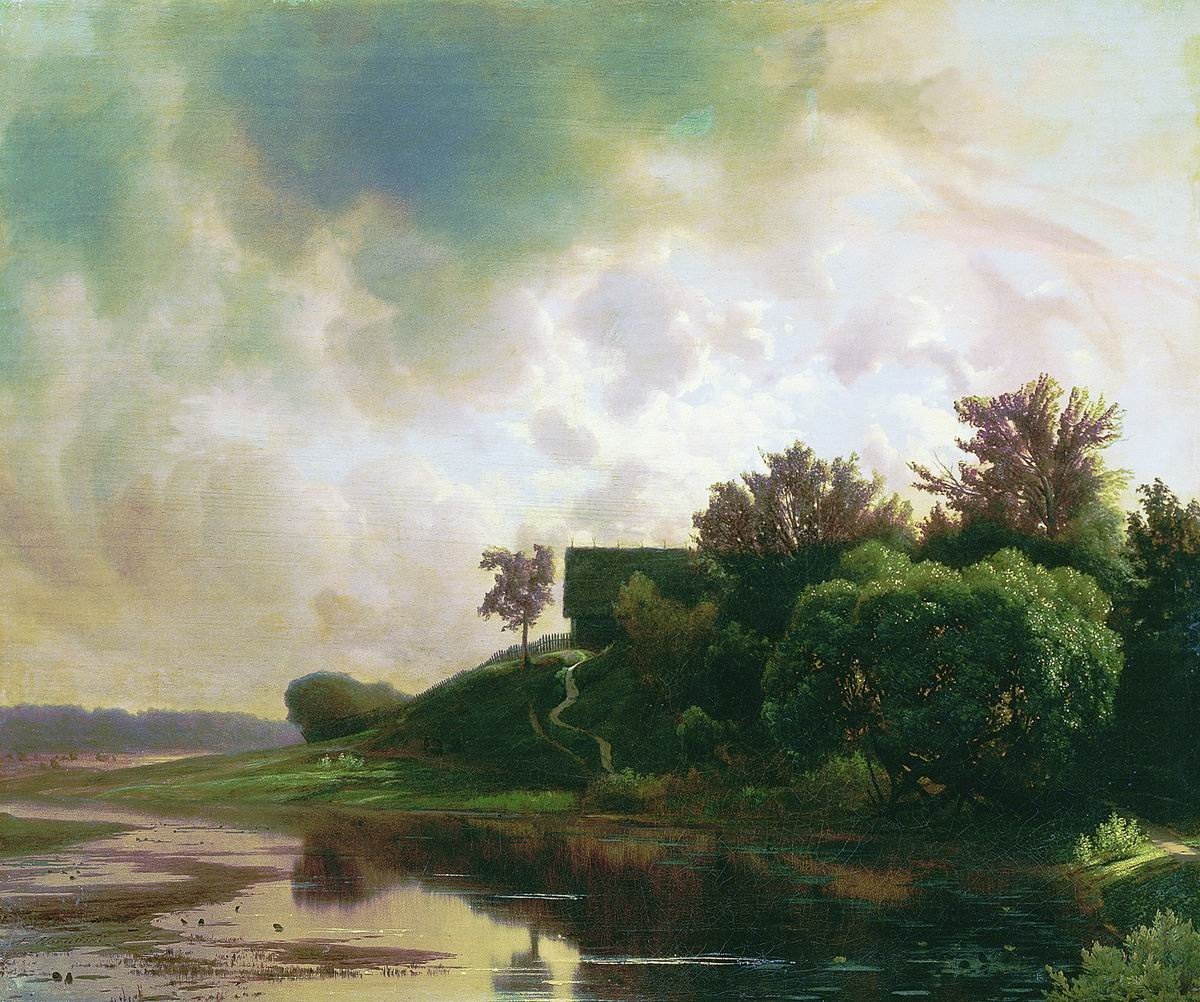
Вечерний пейзаж, 1855, Ставропольский краевой музей изобразительных искусств
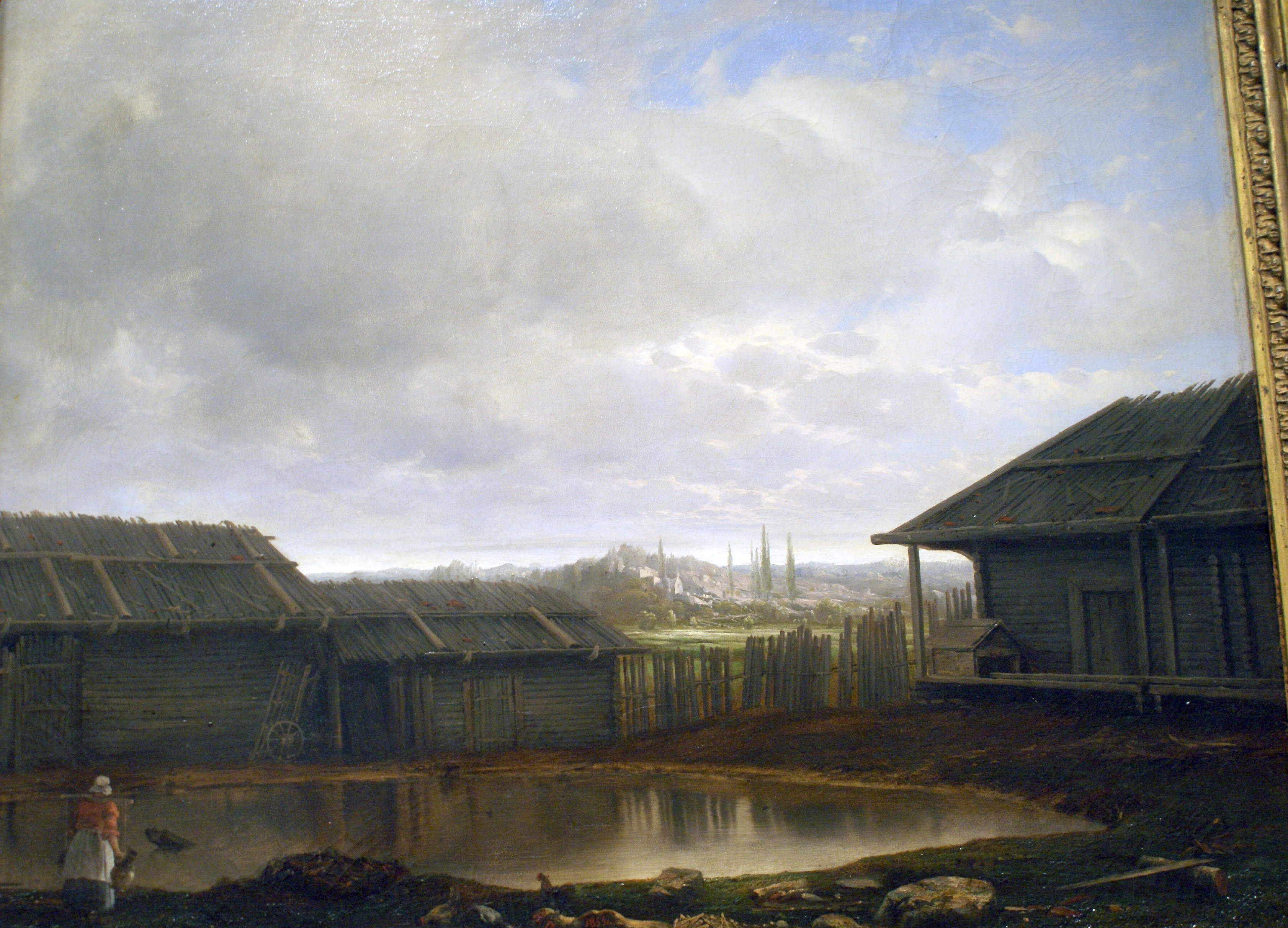
Сельский пейзаж, 1855, Национальный художественный музей Республики Беларусь
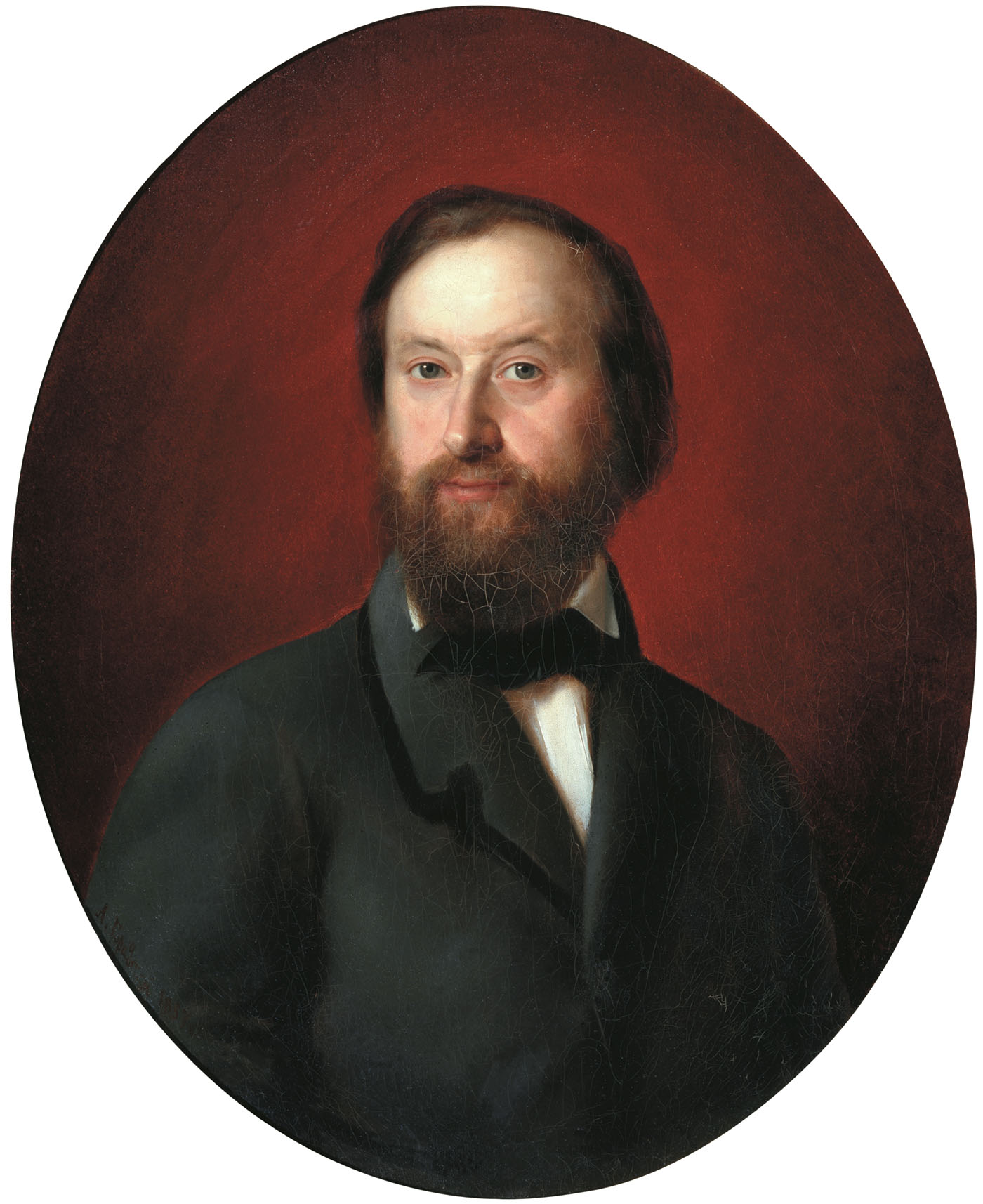
Портрет Козьмы Терентьевича Солдатёнкова, 1857, Третьяковская галерея
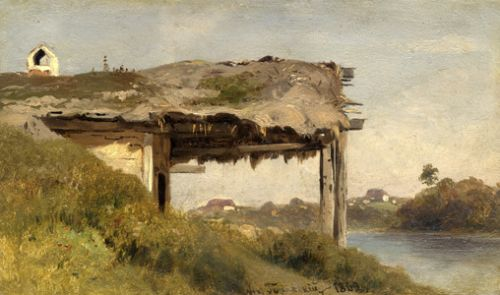
У кузницы, 1862, Национальный художественный музей Республики Беларусь
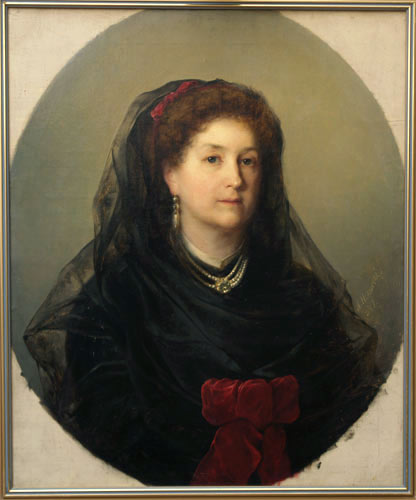
Портрет неизвестной в чёрном платье, 1868, Русский музей
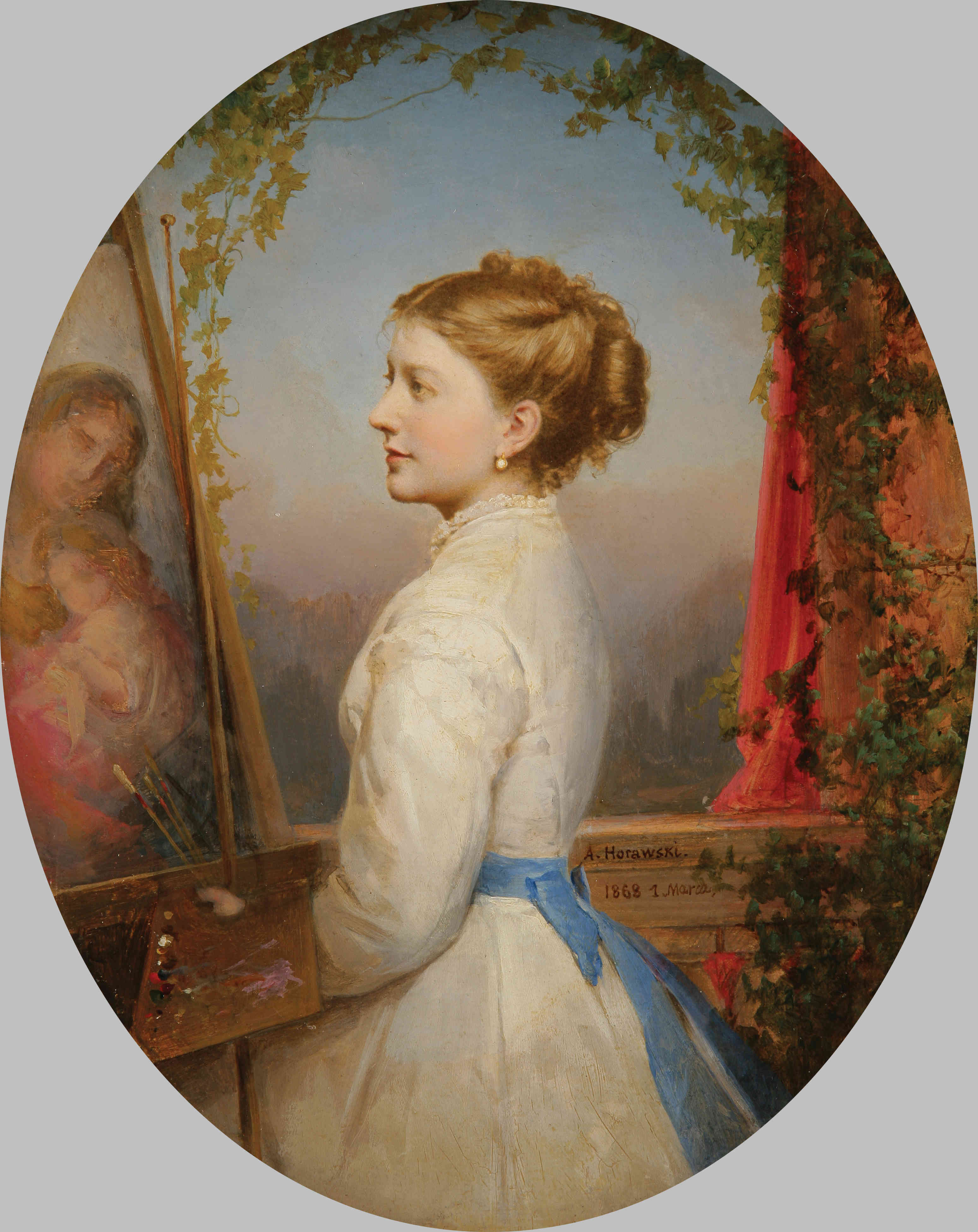
У мольберта, 1868, Национальный художественный музей Республики Беларусь
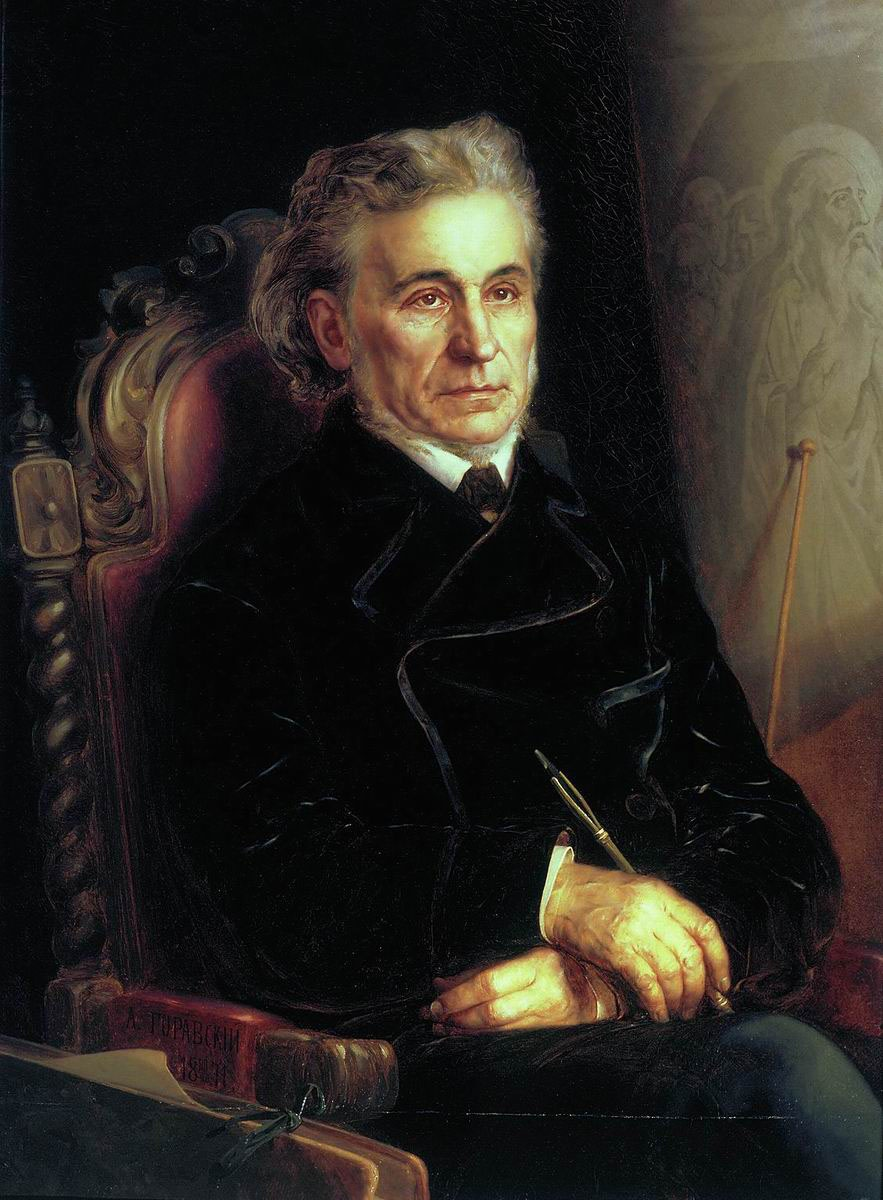
Портрет художника Фёдора Антоновича Бруни, 1871, Третьяковская галерея
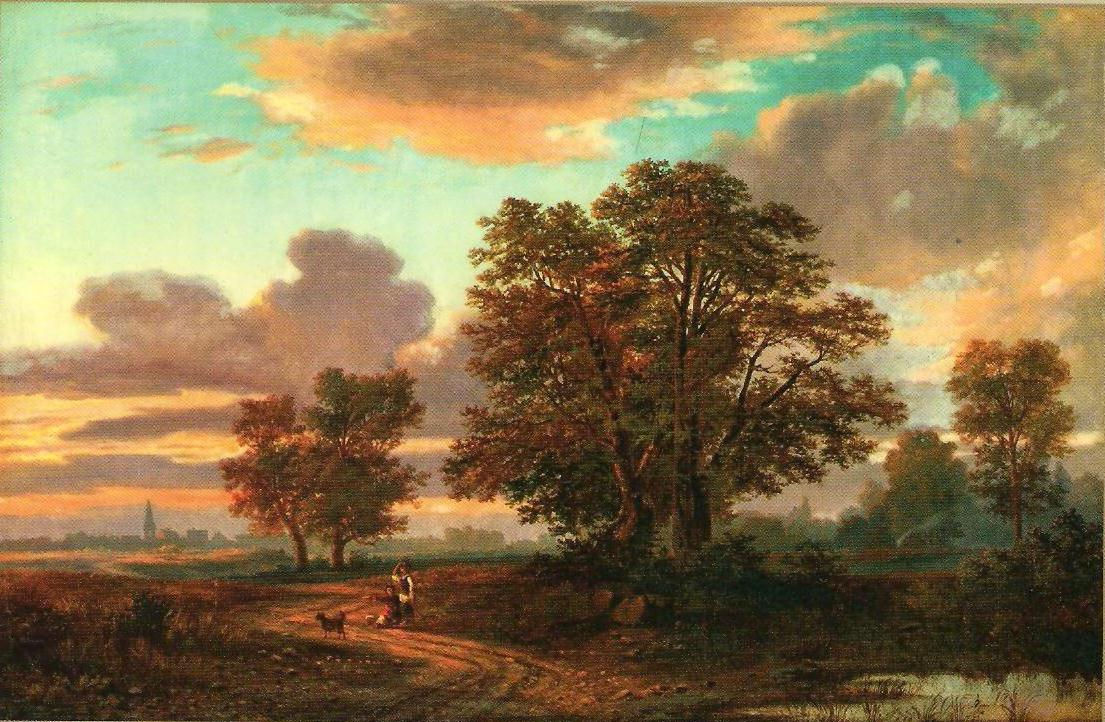
Вечер в Минской губернии, 1870-е, Национальный художественный музей Республики Беларусь
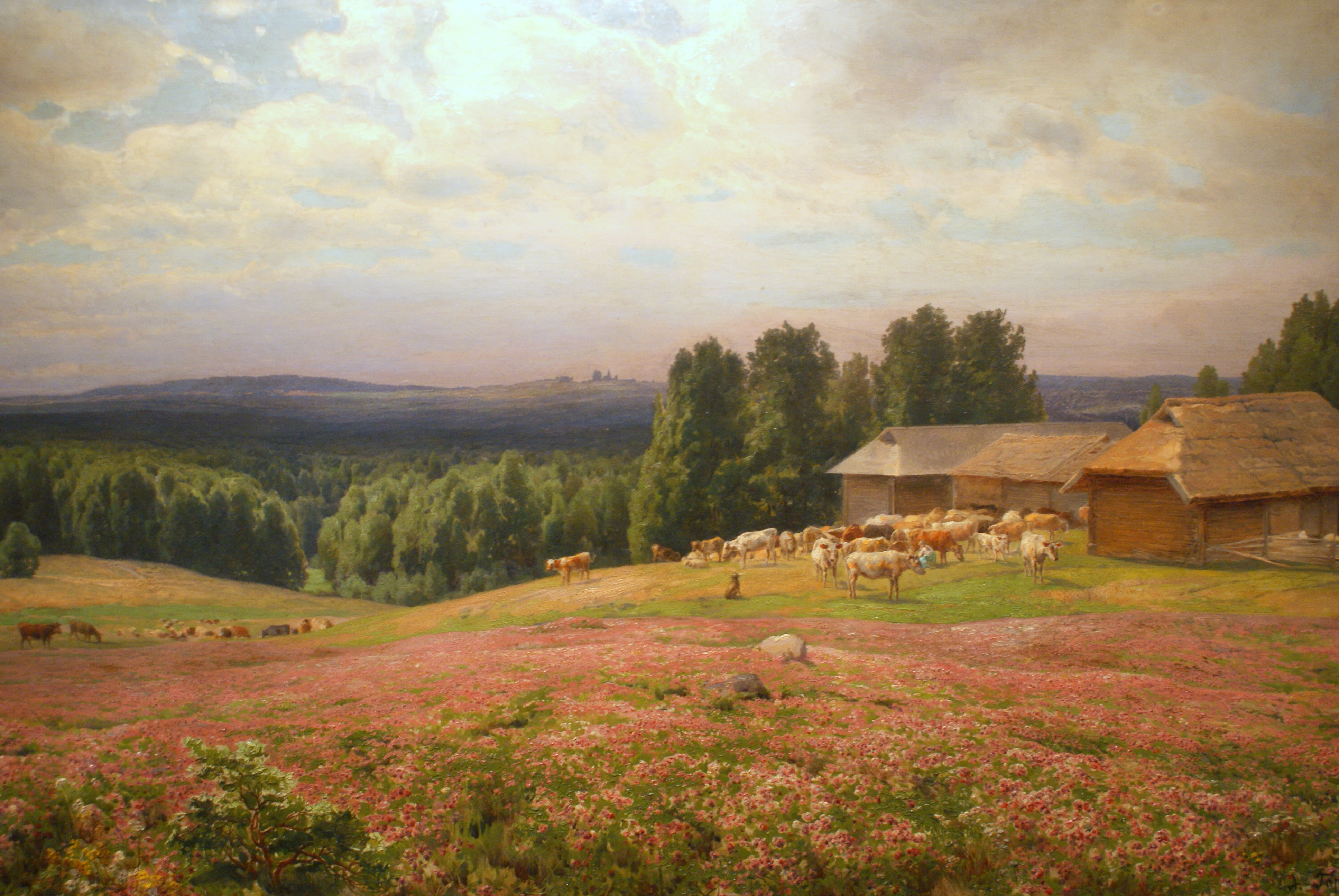
Клевер в цвету, 1895, Национальный художественный музей Республики Беларусь